# 安田勲
安田 勲（やすだ いさお、1853年7月23日（嘉永6年6月18日）- 1916年（大正5年）6月9日）は、明治から大正初期の畜産家・政治家。衆議院議員、千葉県長狭郡大山村長。

## 経歴
安房国長狭郡平塚村（千葉県長狭郡大山村平塚、安房郡大山村、長狭町を経て現鴨川市平塚）で安田栄存の長男として生まれる。3歳で母を失い祖母に養育された。嶺田楓江から学び、その後上京し岡鹿門に師事して漢学を修めた。洋学を志し、1871年（明治4年）慶應義塾に入り政治学、経済学などを学んだ。
1876年（明治9年）帰郷し、第二大区区会議員に就任し、1877年（明治10年）第二大区の代議員（千葉県代議人）に当選し千葉県会に出席した。1879年（明治12年）3月、府県会規則による初の千葉県会議員選挙で当選したが辞退した。
その後、県立千葉中学校（現千葉県立千葉中学校・高等学校）教員、千葉県師範学校教員、千葉県御用掛、同属を歴任した。
退官して1882年（明治15年）に帰郷し、同年6月の県会議員選挙で当選し、1890年（明治23年）7月まで在任し、この間、常置委員、県徴兵参事員などを務めた。また池田栄亮らと『房総新聞』を発行。条約改正については賛成に積極的立場で主張を行った。1889年（明治22年）4月、町村制施行により大山村が発足し、同年10月、2代村長に就任し1890年3月まで在任した。
また畜産の振興に尽力し、畜産会社を設立して牛馬の改良に取り組み、東京に愛生舎を設立して畜産品の販路を拡大した。
1890年（明治23年）7月、第1回衆議院議員総選挙（千葉県第8区）で初当選し、以後、第10回総選挙まで5回再選され、衆議院議員に通算6期在任した。
1909年（明治42年）日本製糖汚職事件で拘禁され、同年7月3日に、東京地方裁判所第二刑事部において重禁固4ヶ月の有罪の判決が言い渡され、衆議院議員を辞職。その後、判決を不服として控訴を行ったが、同年8月10日に、東京控訴院第一部で重禁固4か月、追徴金600円の判決が言い渡された。
1916年6月9日、早稲田の大隈重信邸から退出した際に倒れ、同日午後に死亡した。

## 国政選挙歴
- 第1回衆議院議員総選挙（千葉県第8区、1890年7月、議員集会所）当選[5]
- 第2回衆議院議員総選挙（千葉県第8区、1892年2月、立憲改進党）次点落選[5]
- 第3回衆議院議員総選挙（千葉県第8区、1894年3月、立憲改進党）当選[5]
- 第6回衆議院議員総選挙（千葉県第8区、1898年8月、憲政本党）次点落選[9]
- 第7回衆議院議員総選挙（千葉県全県、1902年8月、憲政本党）当選[10]
- 第8回衆議院議員総選挙（千葉県全県、1903年3月、憲政本党）当選[10]
- 第9回衆議院議員総選挙（千葉県全県、1904年3月、憲政本党）次点落選[10]
- 第9回衆議院議員総選挙補欠選挙（千葉県全県、1905年12月、憲政本党）当選。伊藤徳太郎の死去により実施[11][12]。
- 第10回衆議院議員総選挙（千葉県全県、1908年5月、憲政本党）当選[13]
- 第12回衆議院議員総選挙（千葉県全県、1915年3月、無所属）落選[13]

## 親族
- 二男 安田正男（弁護士、立憲民政党所属の衆議院議員）[14]